# Tibiodrepanus kazirangensis
Tibiodrepanus kazirangensis är en skalbaggsart som beskrevs av Biswas 1980. Tibiodrepanus kazirangensis ingår i släktet Tibiodrepanus och familjen bladhorningar. Inga underarter finns listade i Catalogue of Life.